# Spencer (Virgínia Ocidental)
Spencer é uma cidade localizada no estado norte-americano de Virgínia Ocidental, no Condado de Roane.

## Demografia
Segundo o censo norte-americano de 2000, a sua população era de 2352 habitantes.
Em 2006, foi estimada uma população de 2255, um decréscimo de 97 (-4.1%).

## Geografia
De acordo com o United States Census Bureau tem uma área de
3,2 km², dos quais 3,1 km² cobertos por terra e 0,1 km² cobertos por água. Spencer localiza-se a aproximadamente 253 m acima do nível do mar.

## Localidades na vizinhança
O diagrama seguinte representa as localidades num raio de 36 km ao redor de Spencer.